# Liopropoma mowbrayi
Liopropoma mowbrayi är en fiskart som beskrevs av Loren P. Woods och Kanazawa, 1951. Liopropoma mowbrayi ingår i släktet Liopropoma och familjen havsabborrfiskar. Inga underarter finns listade i Catalogue of Life.